# Almirante Óscar Viel (AGB-46)
Almirante Viel (AGB-46) es un rompehielos clase 5 Polar de la Armada de Chile. Anteriormente denominado Antártica 1, reemplazó al buque Almirante Óscar Viel (AP-46) construido en 1969, adquirido a Canadá en 1994 y desmantelado en 2019.  El rompehielos permitirá desarrollar diversas tareas de investigación científica en la zona austral y la Antártica Chilena, conformando el llamado “trinomio Antártico” junto al patrullero Marinero Fuentealba y el remolcador Lientur.
Su construcción y habilitación fueron iniciadas en 2017. Fue construido íntegramente por la empresa pública chilena Asmar.
El Almirante Viel mide 111 metros (364' 2,10") de largo, y tienen una manga y un calado de 21 metros (68' 104/5") y 7,2 metros (23' 71/2"). Desplazará 10.000 toneladas, y su velocidad máxima será de 15 nudos.
Tendrá capacidad para albergar a 150 tripulantes e investigadores o pasajeros, y podrá navegar a través de hielo de un año, de un metro de espesor, a 2 nudos. Operará prácticamente sin restricciones entre noviembre y abril entre las islas Shetland del Sur y la isla Adelaida, hasta la latitud 70 sur, expandiendo significativamente el área de operaciones que la Armada de Chile tenía anteriormente, y hasta la isla Alejandro I entre noviembre y marzo.
El 3 de julio de 2024, el presidente Gabriel Boric encabezó la ceremonia de entrega y comisionamiento del Almirante Viel.El 21 de noviembre de 2024 el mismo presidente chileno y el presidente de Francia, Emmanuel Macron, realizaron en la cubierta de vuelo del buque, surto en la Bahía de Valparaíso, una declaración conjunta de apoyo a la conservación e investigación científica de los océanos, expresando también su apoyo a Valparaíso sea la sede la secretaría del Tratado de Biodiversidad en Alta Mar, una vez que éste entre en vigencia.
El 5 de enero de 2025 arribó por primera vez al muelle Prat de Punta Arenas, su puerto base, siendo recibido por autoridades locales y vecinos de la capital de Magallanes y Antártica chilena. 